# جام جهانی فوتبال ساحلی ۲۰۱۷
جام جهانی فوتبال ساحلی ۲۰۱۷ نهمین دوره جام جهانی فوتبال ساحلی است که از سال ۲۰۰۵ توسط فیفا برگزار می‌شود. پس از بررسی‌ها در آوریل ۲۰۱۳ در نهایت در دسامبر ۲۰۱۴ کمیته اجرایی فیفا باهاما را به عنوان کشور میزبان و ناسائو شهر محل برگزاری مسابقات این دوره معرفی کرد.

در این رقابت‌ها تیم ملی فوتبال ساحلی پرتغال باید از عنوان خود دفاع می‌کرد اما در نهایت در مرحله یک‌چهارم نهایی توسط تیم ملی فوتبال ساحلی برزیل حذف شد.

## انتخاب میزبان

### انتخابیه نخست
در ۱۷ آوریل ۲۰۱۳ ، فیفا اعلام کرد که قرار است انتخابیه‌ای برای پنج رقابت از رقابت‌های فوتبال ساحلی بین سال‌های ۲۰۱۶ و ۲۰۱۷ برگزار کند، علاقه‌مندان موظف بودند نهایت تا ۱۵ مه همان سال علاقه خود را برای عضویت در این مناقصه اعلام کنند و در نهایت کشورهای نهایی برای مناقصه نخست در دسامبر ۲۰۱۳ اعلام شدند.
۱۰ کشور زیر کشورهایی بودند که در تاریخ ۲۸ مه ۲۰۱۳ انتخاب شدند.
- آرژانتین
- بحرین
- گینه استوایی
- استونی
- هند
- اسرائیل
- مکزیک
- سیشل
- آفریقای جنوبی
- ترکیه

### اتخابیه دوم
باتوجه به شرایط نامعلومی، فیفا انتخابیه نخست را کنار زد و به این ترتیب در روز ۶ مارس فیفا مناقصه دیگری را اعلام کرد و قرار بود کشورهای علاقه‌مند برای میزبانی جام جهانی فوتبال ساحلی ۲۰۱۷ تا تاریخ ۱۵ آوریل ۲۰۱۴ اقدام به علاقه‌مندی کنند. در نهایت در تاریخ ۱ اکتبر ۲۰۱۴ مجموعه‌ای کامل از تیم‌های علاقه‌مند ارائه شد.
۱۲ کشور زیر در انتخابیه رسمی برای میزبانی جام جهانی فوتبال ساحلی ۲۰۱۷ انتخاب شدند. آرژانتین تنها تیمی است که در هر دو مناقصه حضور دارد.
- آرژانتین
- باهاما
- برزیل
- جزایر کیمن
- کاستاریکا
- اکوادور
- مصر
- ال سالوادور
- آلمان
- ترینیداد و توباگو
- امارات متحده عربی
- ایالات متحده آمریکا

در نهایت در روز ۱۹ دسامبر ۲۰۱۴ ، کمیته اجرایی فیفا کشور باهاما را میزبان این دوره از رقابت‌ها اعلام کرد.

## تیم‌های راه‌یافته
در زیر لیست ۱۶ تیمی که در این دوره از مسابقات توانستد حضور یابند می‌باشد. علاوه بر باهاما که میزبان رقابت‌هاست، ۱۵ تیم دیگر در شش رقابت مهم ساحلی قاره‌ای جهان واجد شرایط حضور شدند. تخصیص حضور این تیم‌ها توسط کمیته اجرایی فیفا در ۱۷ مارس ۲۰۱۶ تصویب شد.
| کنفدراسیون                                | تورنومنت انتخابی                                  | تیم‌های راه‌یافته                   |
| ----------------------------------------- | ------------------------------------------------- | --------------------------------- |
| ای‌اف‌سی (آسیا)                             | قهرمانی فوتبال ساحلی آسیا ۲۰۱۷                    | ایران · ژاپن · امارات متحدهٔ عربی  |
| سی‌ای‌اف (آفریقا)                           | قهرمانی فوتبال ساحلی آفریقا ۲۰۱۶                  | نیجریه · سنگال                    |
| کونکاکاف (آمریکای شمالی و مرکزی، کارائیب) | کشور میزبان                                       | باهاما۱                           |
| کونکاکاف (آمریکای شمالی و مرکزی، کارائیب) | قهرمانی فوتبال ساحلی کونکاکاف ۲۰۱۷                | مکزیک · پاناما۱                   |
| کونمبول (آمریکای جنوبی)                   | قهرمانی فوتبال ساحلی کونمبول ۲۰۱۷                 | برزیل · اکوادور۱ · پاراگوئه       |
| اواف‌سی (اقیانوسیه)                        | انتخاب شده توسط اواف‌سی (بدون تورنومنت انتخابی)    | تاهیتی                            |
| یوفا (اروپا)                              | مرحله مقدماتی جام جهانی فوتبال ساحلی ۲۰۱۷ (اروپا) | ایتالیا · لهستان · پرتغال · سوئیس |

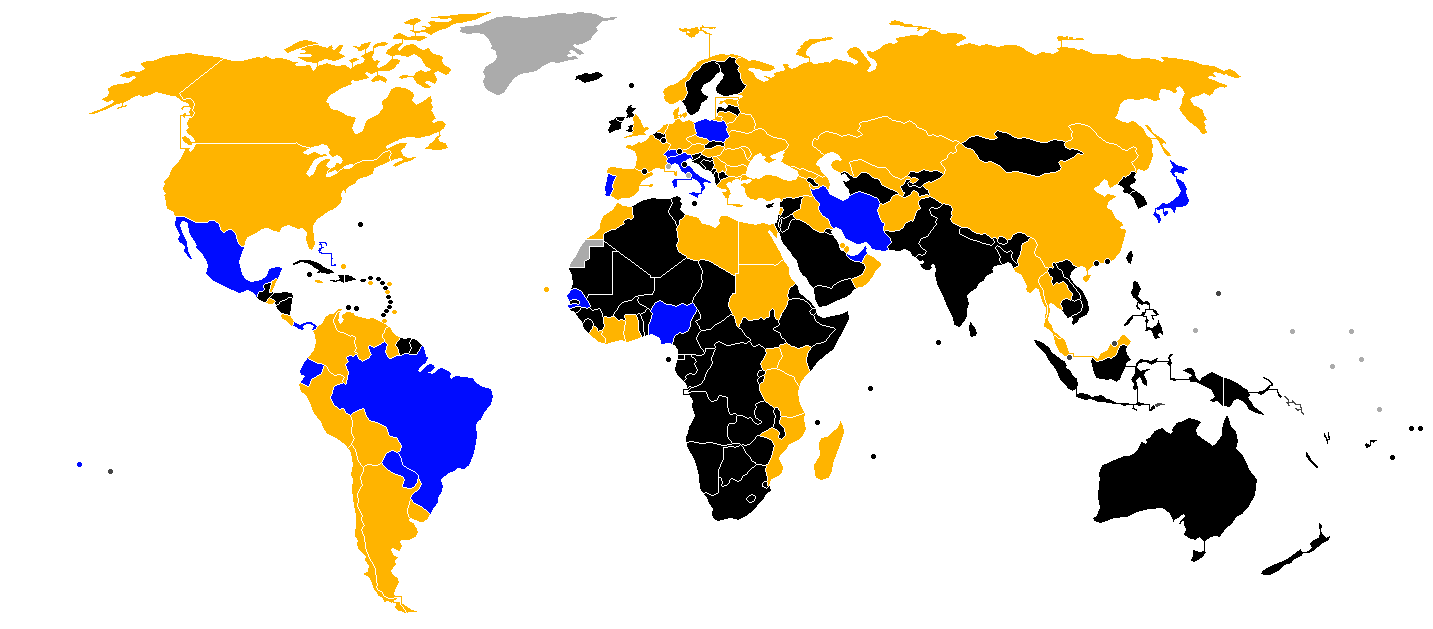
کشورهای راه‌یافته به مرحله نهایی جام جهانی.
کشورهایی که در مرحله انتخابی جام جهانی حضور داشتند اما از صعود به جام جهانی بازماندند.(یا کناره‌گیری)
کشورهایی که در رقابت‌ها حضور نداشتند.
کشورهایی که عضو فیفا نیستند.

1.^ تیم‌هایی که نخستین حضور در جام جهانی را تجربه می‌کنند.

## محل برگزاری
برای این رقابت‌ها یک محل برگزاری در ناسائو، پایتخت این کشور استفاده خواهد شد.
| ورزشگاه ناسائو پارک غربی مالکوم                                     |
| ۲۵°۰۴′۳۲٫۱″ شمالی ۷۷°۱۹′۳۱٫۴″ غربی / ۲۵٫۰۷۵۵۸۳°شمالی ۷۷٫۳۲۵۳۸۹°غربی |
| Capacity: ۳٬۵۰۰                                                     |

## قرعه‌کشی
قرعه‌کشی در تاریخ ۲۸ فوریه ۲۰۱۷ انجام شد. شانزده تیم در چهار گروه چهار تیمی قرعه‌کشی شدند.
| گلدان ۱                                                                          | گلدان ۲                                           | گلدان ۳                                                        | گلدان ۴                                             |
| -------------------------------------------------------------------------------- | ------------------------------------------------- | -------------------------------------------------------------- | --------------------------------------------------- |
| باهاما (میزبان - اختصاص یافته به A1) (۴۴) · پرتغال (۱) · برزیل (۳) · ایتالیا (۴) | ایران (۵) · سوئیس (۶) · تاهیتی (۷) · پاراگوئه (۸) | مکزیک (۱۰) · لهستان (۱۴) · سنگال (۱۵) · امارات متحدهٔ عربی (۱۹) | ژاپن (۸) · نیجریه (۲۰) · اکوادور (۲۲) · پاناما (۲۷) |

توجه: شماره‌هایی که داخل پرانتز و در کنار نام تیم‌ها قرار دارد ، نشان‌دهنده رتبه آن‌ها در رنکینگ فوتبال ساحلی جهان قبل از قرعه‌کشی می‌باشد.

## مرحله گروهی
هر تیم برای پیروزی در وقت قانونی سه امتیاز، برای پیروزی در وقت اضافی دو امتیاز و برای پیروزی در ضربات پنالتی یک امتیاز می‌گیرد. تیم بازنده هیچ امتیازی کسب نمی‌کند.

### گروه A
| تیم        | بازی | ب | ب+ | بپ | با | گ‌ز | گ‌خ | ت‌گ  | امتیاز | صلاحیت             |
| ---------- | ---- | - | -- | -- | -- | -- | -- | --- | ------ | ------------------ |
| سوئیس      | ۳    | ۲ | ۰  | ۱  | ۰  | ۱۸ | ۱۳ | ۵+  | ۷      | صعود به مرحله حذفی |
| سنگال      | ۳    | ۲ | ۰  | ۰  | ۱  | ۲۵ | ۷  | ۱۸+ | ۶      | صعود به مرحله حذفی |
| باهاما (م) | ۳    | ۱ | ۰  | ۰  | ۲  | ۷  | ۱۴ | ۷-  | ۳      |                    |
| اکوادور    | ۳    | ۰ | ۰  | ۰  | ۳  | ۶  | ۲۲ | ۱۶- | ۰      |                    |

(م) میزبان

### گروه B
| تیم     | بازی | ب | ب+ | بپ | با | گ‌ز | گ‌خ | ت‌گ  | امتیاز | صلاحیت             |
| ------- | ---- | - | -- | -- | -- | -- | -- | --- | ------ | ------------------ |
| ایتالیا | ۳    | ۳ | ۰  | ۰  | ۰  | ۲۵ | ۱۱ | ۱۴+ | ۹      | صعود به مرحله حذفی |
| ایران   | ۳    | ۱ | ۰  | ۱  | ۱  | ۱۱ | ۱۱ | ۰   | ۴      | صعود به مرحله حذفی |
| نیجریه  | ۳    | ۰ | ۱  | ۰  | ۲  | ۱۵ | ۲۰ | ۵-  | ۲      |                    |
| مکزیک   | ۳    | ۰ | ۰  | ۰  | ۳  | ۱۷ | ۱۶ | ۹-  | ۰      |                    |

### گروه C
| تیم               | بازی | ب | ب+ | بپ | با | گ‌ز | گ‌خ | ت‌گ  | امتیاز | صلاحیت             |
| ----------------- | ---- | - | -- | -- | -- | -- | -- | --- | ------ | ------------------ |
| پاراگوئه          | ۳    | ۲ | ۰  | ۰  | ۱  | ۱۲ | ۸  | ۴+  | ۶      | صعود به مرحله حذفی |
| پرتغال            | ۳    | ۱ | ۱  | ۰  | ۱  | ۱۲ | ۶  | ۶+  | ۵      | صعود به مرحله حذفی |
| امارات متحدهٔ عربی | ۳    | ۱ | ۰  | ۱  | ۱  | ۶  | ۶  | ۰   | ۴      |                    |
| پاناما            | ۳    | ۰ | ۰  | ۰  | ۳  | ۴  | ۱۴ | ۱۰- | ۰      |                    |

### گروه D
| تیم    | بازی | ب | ب+ | بپ | با | گ‌ز | گ‌خ | ت‌گ  | امتیاز | صلاحیت             |
| ------ | ---- | - | -- | -- | -- | -- | -- | --- | ------ | ------------------ |
| برزیل  | ۳    | ۳ | ۰  | ۰  | ۰  | ۲۰ | ۸  | ۱۲+ | ۹      | صعود به مرحله حذفی |
| تاهیتی | ۳    | ۲ | ۰  | ۰  | ۱  | ۱۳ | ۱۱ | ۲+  | ۶      | صعود به مرحله حذفی |
| ژاپن   | ۳    | ۱ | ۰  | ۰  | ۲  | ۱۵ | ۱۷ | ۲-  | ۳      |                    |
| لهستان | ۳    | ۰ | ۰  | ۰  | ۳  | ۱۲ | ۲۴ | ۱۲- | ۰      |                    |

## مرحله حذفی
|  | یک‌چهارم نهایی | یک‌چهارم نهایی |               |         | نیمه‌نهایی‌ | نیمه‌نهایی‌ |  |  | نهایی         | نهایی |
|  |               |               |               |         |           |           |  |  |               |       |
|  | ۴ مه - ناسائو |               |               |         |           |           |  |  |               |       |
|  |               |               |               |         |           |           |  |  |               |       |
|  | سوئیس         | ۳             |               |         |           |           |  |  |               |       |
|  | سوئیس         | ۳             | ۶ مه - ناسائو |         |           |           |  |  |               |       |
|  | ایران (و. ا)  | ۴             |               |         |           |           |  |  |               |       |
|  | ایران (و. ا)  | ۴             | ایران         | ۱ (۲)   |           |           |  |  |               |       |
|  | ۴ مه - ناسائو |               | ایران         | ۱ (۲)   |           |           |  |  |               |       |
|  |               | تاهیتی        | ۱ (۳)         |         |           |           |  |  |               |       |
|  | پاراگوئه      | تاهیتی        | ۱ (۳)         | ۴       |           |           |  |  |               |       |
|  | پاراگوئه      |               | ۷ مه - ناسائو | ۴       |           |           |  |  |               |       |
|  | تاهیتی        | ۶             |               |         |           |           |  |  |               |       |
|  | تاهیتی        | ۶             | تاهیتی        | ۰       |           |           |  |  |               |       |
|  | ۴ مه - ناسائو |               | تاهیتی        | ۰       |           |           |  |  |               |       |
|  |               | برزیل         | ۶             |         |           |           |  |  |               |       |
|  | ایتالیا       | برزیل         | ۶             | ۵       |           |           |  |  |               |       |
|  | ایتالیا       | ۶ مه - ناسائو |               | ۵       |           |           |  |  |               |       |
|  | سنگال         | ۱             |               |         |           |           |  |  |               |       |
|  | سنگال         | ۱             | ایتالیا       | ۴       | مکان سوم  | مکان سوم  |  |  |               |       |
|  | ۴ مه - ناسائو |               | ایتالیا       | ۴       | مکان سوم  | مکان سوم  |  |  |               |       |
|  |               | برزیل         | ۸             |         |           |           |  |  |               |       |
|  | برزیل         | برزیل         | ۸             | ۴       | ایران     | ۵         |  |  |               |       |
|  | برزیل         |               |               | ۴       | ایران     | ۵         |  |  |               |       |
|  | پرتغال        | ۳             |               | ایتالیا | ۳         |           |  |  |               |       |
|  | پرتغال        | ۳             |               |         | ۳         |           |  |  |               |       |
|  |               |               |               |         |           |           |  |  | ۷ مه - ناسائو |       |
|  |               |               |               |         |           |           |  |  |               |       |

### یک‌چهارم نهایی
| پاراگوئه                                 | ۴–۶   | تاهیتی                                                                 |
| ---------------------------------------- | ----- | ---------------------------------------------------------------------- |
| فرناندز ۱۵' · موران ۱۸'، ۲۴' · زایاس ۳۶' | گزارش | ۹' جو · ۱۲' ن.بنت · ۱۹' تایاروی · ۲۹' لاباسته · ۳۶' تاوانائه · ۳۶' تپا |

| برزیل                                                 | ۳–۴   | پرتغال                  |
| ----------------------------------------------------- | ----- | ----------------------- |
| کاتارینو ۱' · داتینیا ۱۹' (پنالتی)، ۲۱' · رودریگو ۳۴' | گزارش | ۱' تورس · ۱۲'، ۳۰' جردن |

| سوئیس                          | ۳–۴ (و.ا.) | ایران                                    |
| ------------------------------ | ---------- | ---------------------------------------- |
| استانکوویچ ۱۷' · هودل ۱۸'، ۲۳' | گزارش      | ۴'، ۱۴' احمدزاده · ۳۶' ناظم · ۳۹' مختاری |

| ایتالیا                                                      | ۱–۵   | سنگال             |
| ------------------------------------------------------------ | ----- | ----------------- |
| گوری ۲' (پنالتی)، ۲۳'، ۲۷' (پنالتی) · مرکی ۲۱' · فراینتی ۲۵' | گزارش | ۳۴' (پنالتی) بلید |

### نیمه‌نهایی
| ایران                                               | ۱-۱ (و.ا.) | تاهیتی                                           |
| --------------------------------------------------- | ---------- | ------------------------------------------------ |
| ناظم ۱۹'                                            | گزارش      | ۳۲' تپا                                          |
| ضربات پنالتی                                        |            |                                                  |
| ناظم · مختاری · اکبری · احمدزاده · کیانی · بهزادپور | ۳-۲        | بنت · تریاتو · لی فونگ کوئه · لاباسته · تپا · مو |

| ایتالیا                                                      | ۸-۴   | برزیل                                                                                      |
| ------------------------------------------------------------ | ----- | ------------------------------------------------------------------------------------------ |
| ماروکی ۲' · راماسیوتی ۹' · گوری ۲۶' (پنالتی) · کوروسینتی ۲۶' | گزارش | ۲'، ۱۵'، ۱۹' مائوریسینیو · ۹' رودریگو · ۱۲' کاتارینو · ۱۷' لوکائو · ۲۲' مائو · ۲۶' بوکینیا |

### رده‌بندی
| ایران                                                   | ۳-۵   | ایتالیا                       |
| ------------------------------------------------------- | ----- | ----------------------------- |
| احمدزاده ۳'، ۱۴'، ۳۶' (پنالتی) · مختاری ۱۹' · مسی‌گر ۳۰' | گزارش | ۲۶'، ۲۹' گوری · ۳۳' راماسیوتی |

### فینال
| تاهیتی | ۶-۰   | برزیل                                                            |
| ------ | ----- | ---------------------------------------------------------------- |
|        | گزارش | ۱'، ۱۸' مائوراسینیو · ۷' داتینیا · ۳۰' کاتارینو · ۳۲'، ۳۳' دانیل |

توجه: تمامی ساعات مسابقات، به وقت محلی می‌باشد.

## جوایز
پس از پایان رقابت ها در ساعت ۱۸:۰۰ به وقت محلی٬ فیفا جوایز فردی به سه نفر از بهترین بازیکنان این دوره از رقابت ها٬ شامل بهترین بازیکن٬ گلزن برتر و بهترین دروازه‌بان و همچنین یک جایزه تحت عنوان تیم اخلاق به تیمی که بیشترین امتیاز بازی جوانمردانه را در طول جام بدست آورد اهدا کرد. پس از اعلام این لیست جام قهرمانی این دوره به قهرمان رقابت ها یعنی تیم ملی فوتبال ساحلی برزیل اهدا شد.

### قهرمان
| قهرمان جام جهانی فوتبال ساحلی ۲۰۱۷ |
| ---------------------------------- |
| برزیل                              |
| ۱۴امین قهرمانی                     |

### جوایز فردی
| آدیداس توپ طلایی     | آدیداس توپ نقره‌ای  | آدیداس توپ برنزی  |
| -------------------- | ------------------ | ----------------- |
| محمد احمدزاده        | مائوراسینیو        | داتینیا           |
| آدیداس گلزن طلایی    | آدیداس گلزن نقره‌ای | آدیداس گلزن برنزی |
| گابریله گوری         | رودریگو            | محمد احمدزاده     |
| ۱۷ گل                | ۹ گل               | ۹ گل              |
| آدیداس دستکش طلایی   |                    |                   |
| پیمان حسینی          |                    |                   |
| جایزه تیم اخلاق فیفا |                    |                   |
| برزیل                |                    |                   |

## آمار رقابت‌ها

### جدول گلزنان برتر
تا روز نهم
۱۷ گل
- گابریله گوری

۹ گل
- محمد احمدزاده
- رودریگو

۸ گل
- کاتارینو
- مائوراسینیو

۷ گل
- دژان استانکوویچ

۶ گل
- تاکاسوکه گوتو
- ایبراهیما بلید

۵ گل
- نوئل اوت
- ابو عزیز
- مأمور دیانه
- پدرو موران
- پاپا ندی
- پائولو آلماکی
- داریو راماسیوتی
- گلن هودل
- پاتریک تپا
- محمد مختاری

۴ گل
- جردن سانتوز
- بوگسلاو ساگانوسکی
- جاکوب جسیونوسکی
- کارلوس کاربالو
- هیاریی توانائی

منبع: فیفا بایگانی‌شده  در ۹ مه ۲۰۱۷ توسط Wayback Machine